# Alcea rosea
Alcea rosea sau nalba de grădină este o plantă ornamentală cu flori dicotiledonate din familia Malvaceae. A fost importată în Europa din sud-vestul Chinei în timpul secolului al XV-lea sau, posibil, înainte de acesta.

## Diferențe față de nalba mare
Nalba de grădină este similară cu nalba mare, fiind din aceeași familie, dar cele două plante se deosebesc prin câteva diferențe:
- Flori: Nalba mare are flori mai mici, de culoare roz pal, pe când nalba de grădină are flori mai mari și de diverse culori.
- Frunze: Nalba mare are frunze păroase, cu vârfuri ascuțite, pe când nalba de grădină are frunzele mai rotunjite.
- Utilizare: Nalba mare este folosită în principal pentru scopuri medicinale, în special rădăcina, pe când nalba de grădină este folosită pentru scopuri ornamentale.
- Aspect: Nalba mare este mai dreaptă și îngustă, pe când nalba de grădină poate crește mai mare și cu frunzele mai împrăștiate.

## Galerie

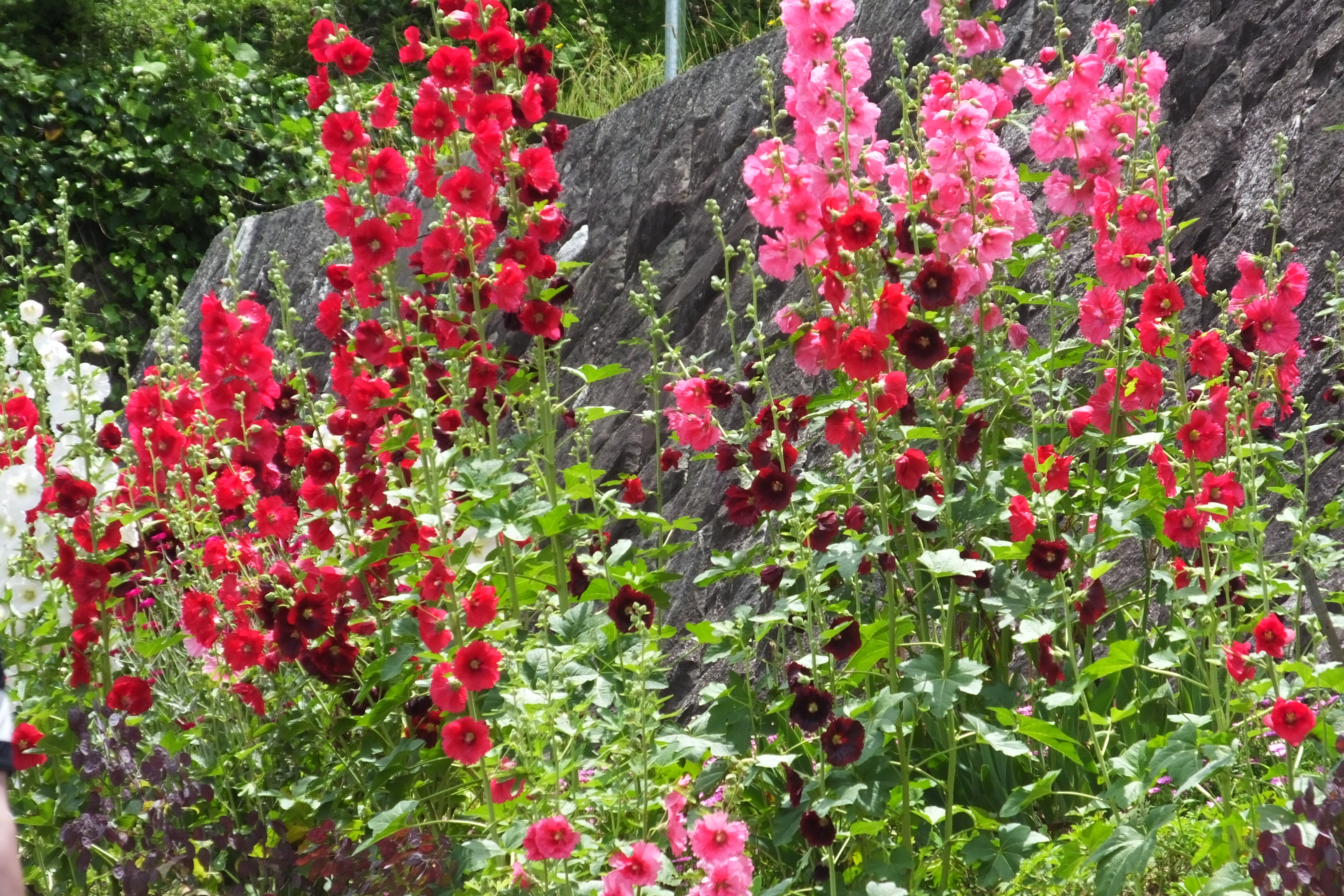
În Japonia
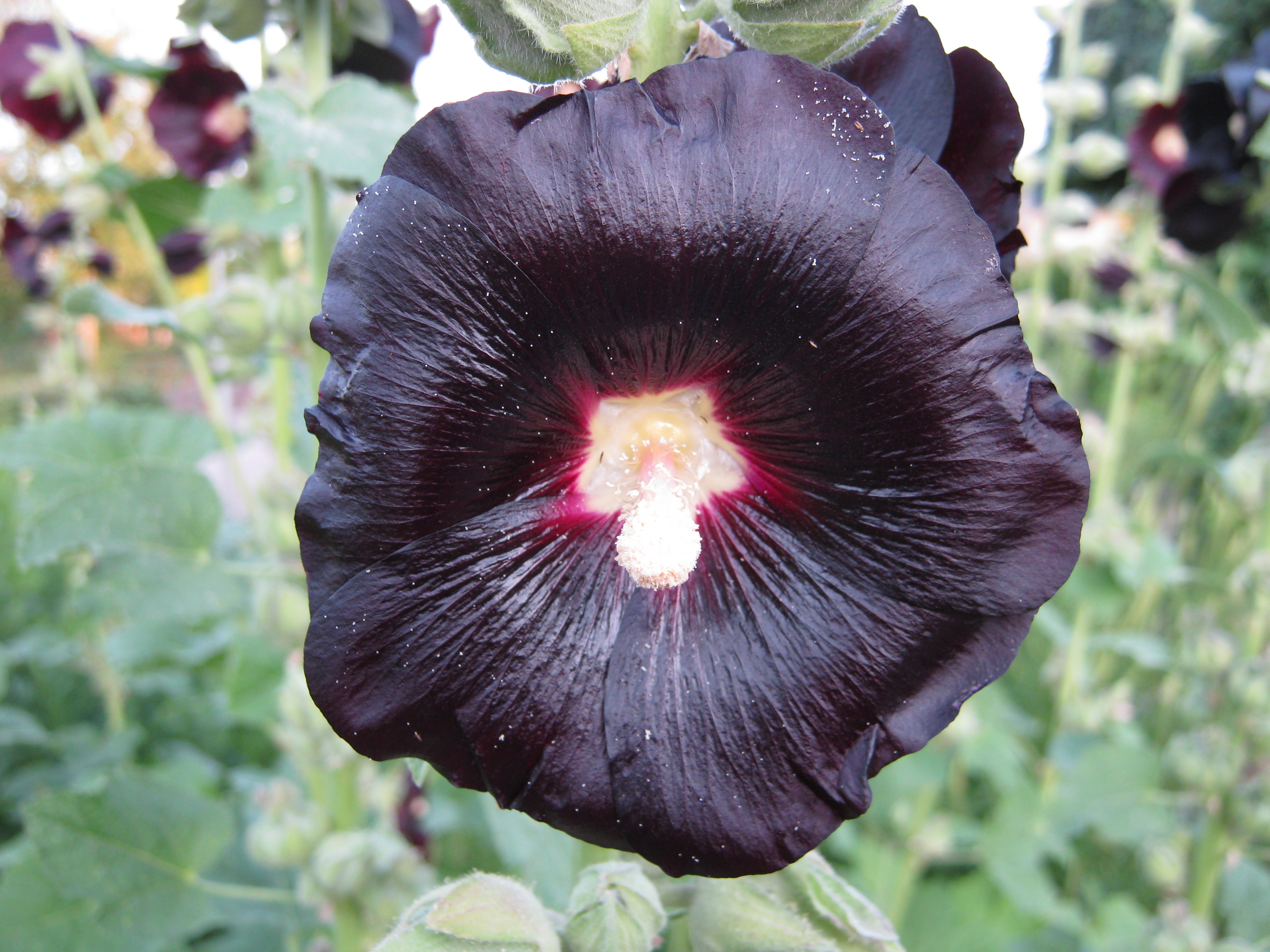
Cultivar negru 'Nigra'
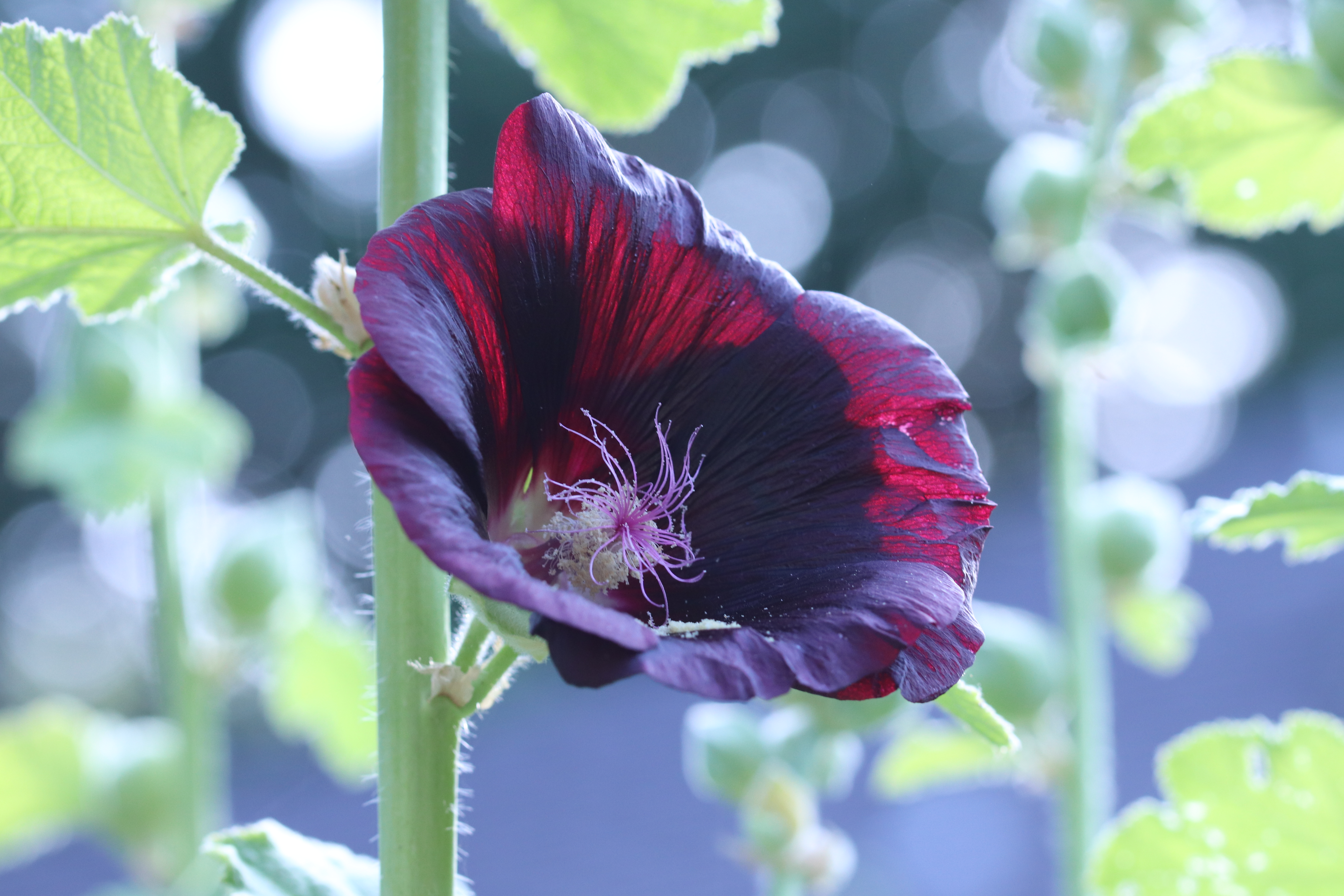
„Noapte neagră”
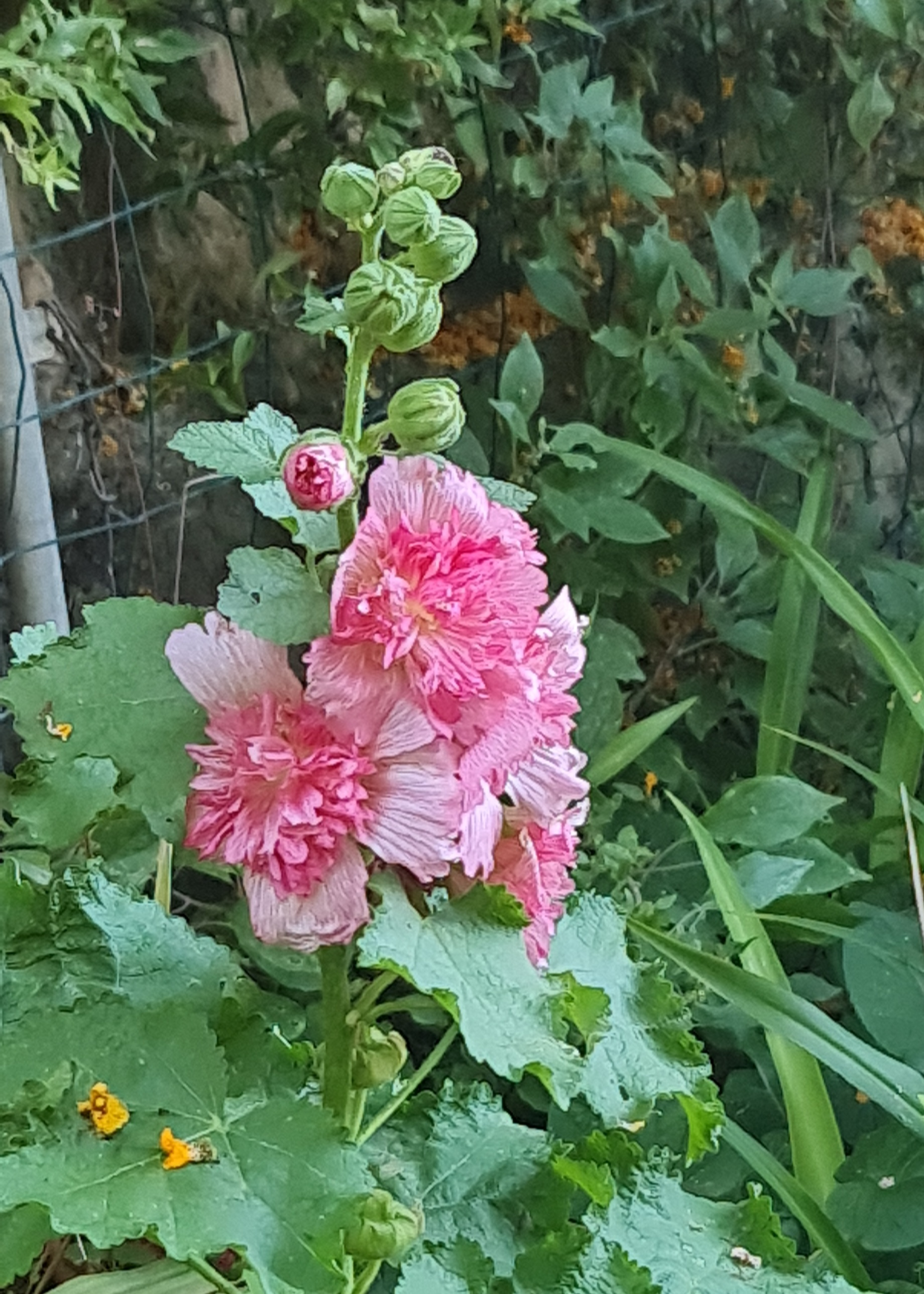
În Palestina
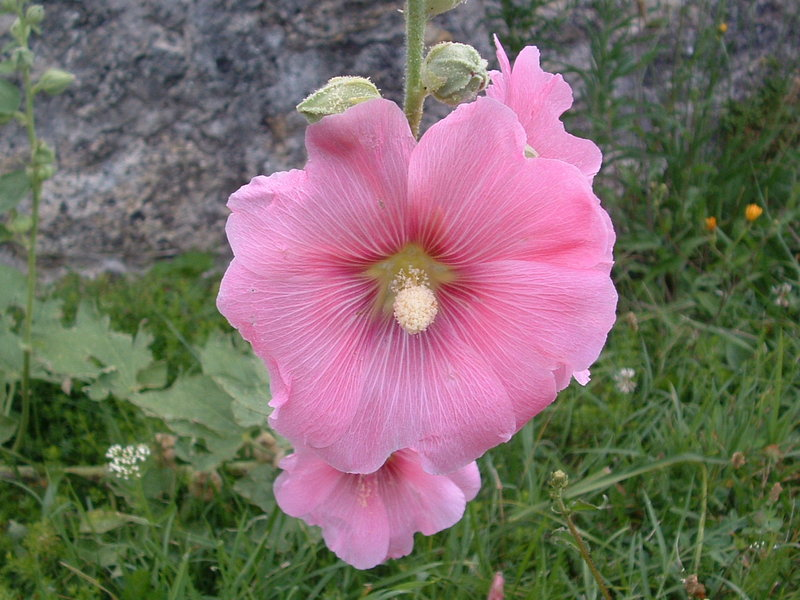
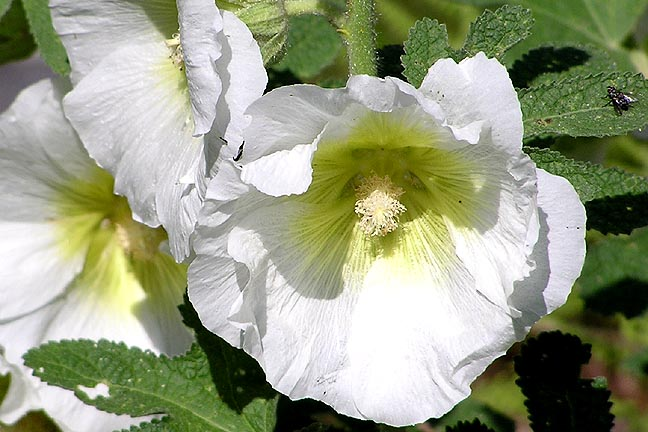
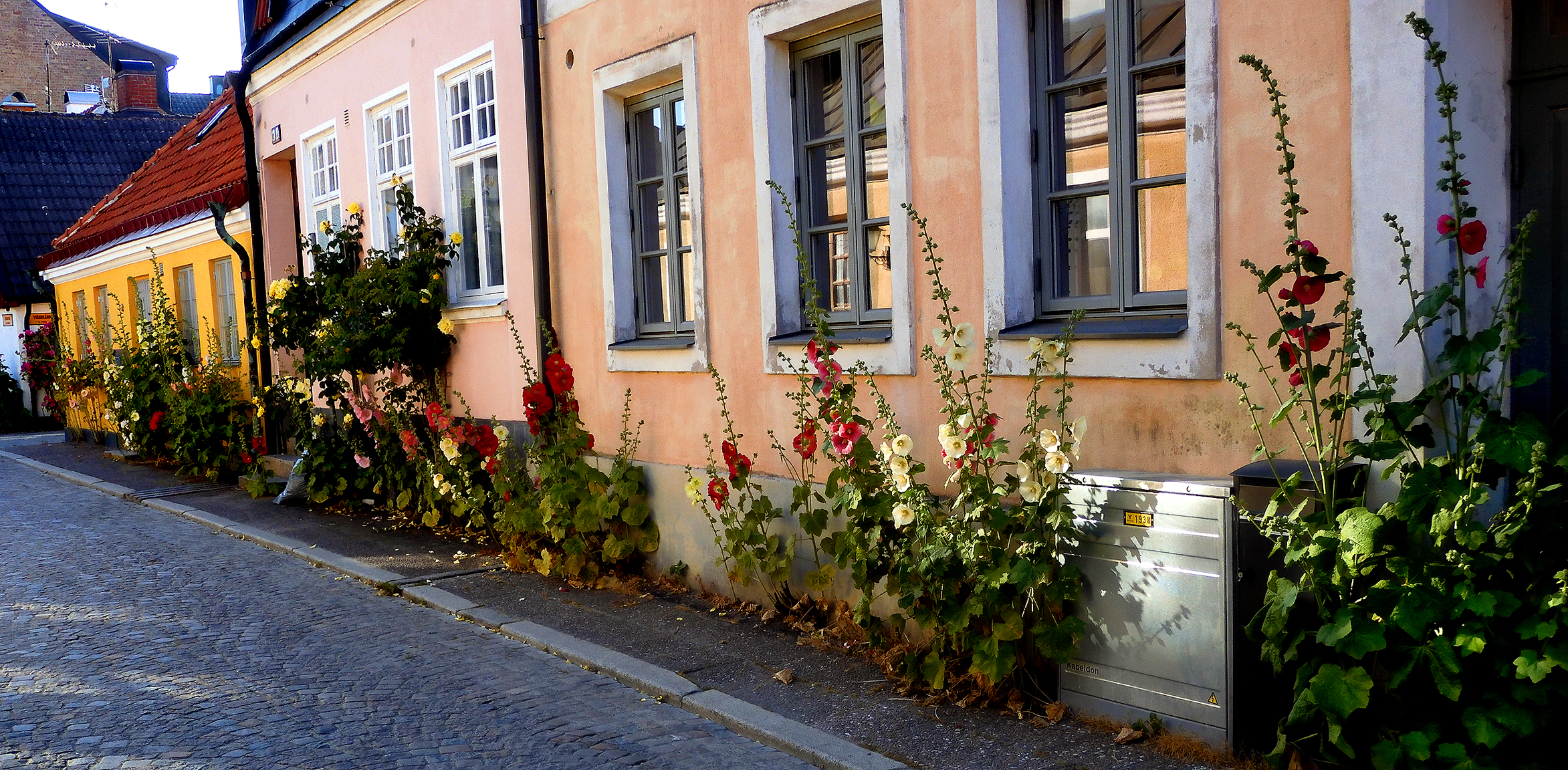
În Suedia
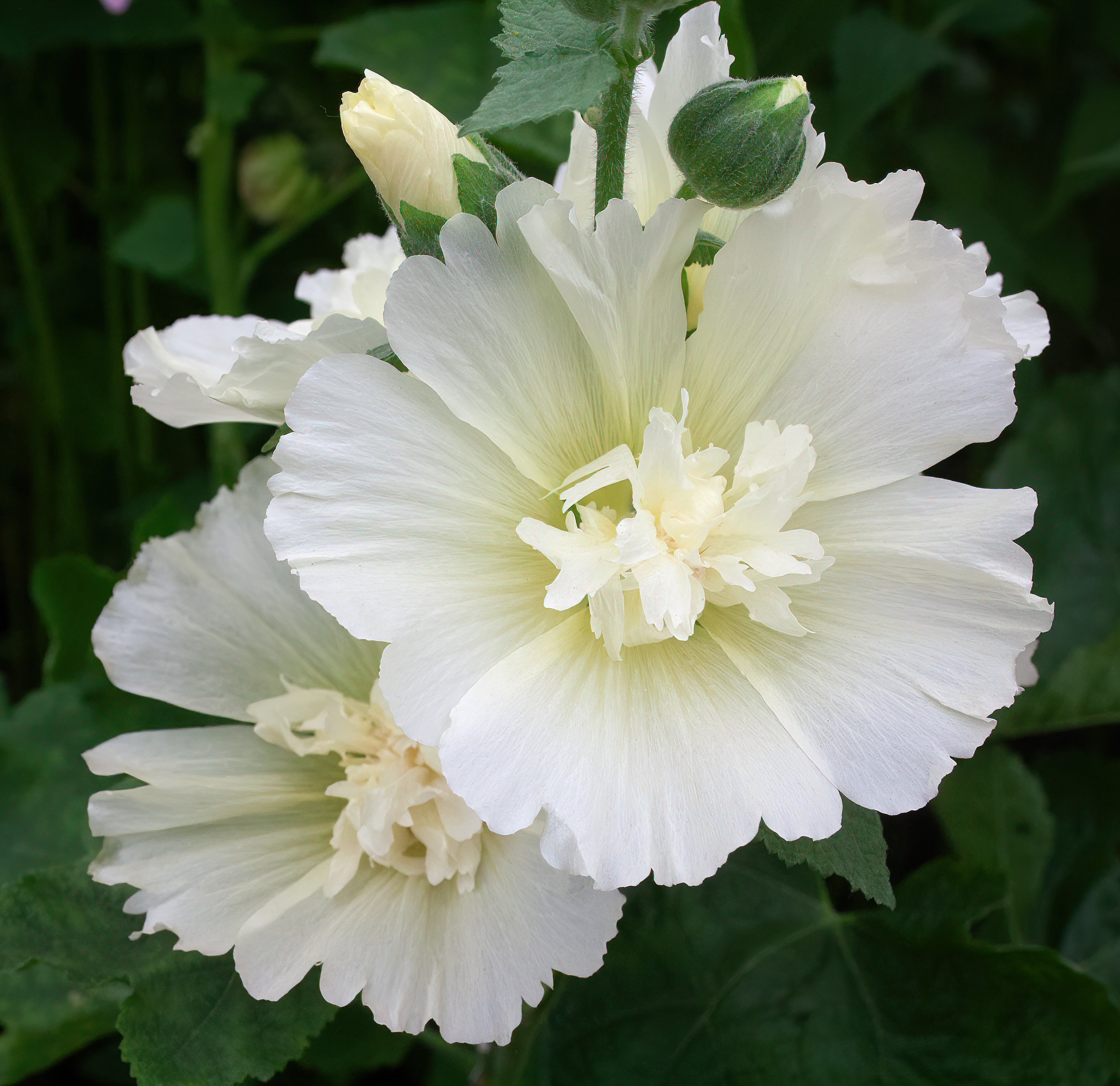
ALCEA ROSEA „alb de primăvară pentru vedete”